# Joselyn Cano
Joselyn Cano (Anaheim , Kalifornia, 1990. március 14. – 2020. december 7.)  amerikai modell, divattervező és influenszer.

## Élete
A kaliforniai Anaheimben született és Lake Elsinore-ban nevelkedett. Cano 17 évesen kezdett el modellkedni helyi magazinoknak.
2014-ben azzal szerzett hírnevet, hogy a Lowrider magazin címlapján szerepelt. Cano szerepelt a World Star Hip Hop Valentine's Day Special videójában is. Ugyanezen év nyarán Gerardo Ortiz barátnőjét alakította a Y me besa című kislemezének klipjében.
2015-ben a Hot Bike motoros magazinban szerepelt.
2016-ban Cano szerepelt a Sports Illustrated weboldalán, mint az egyik Lovely Ladies of the day.
2018-ban Cano saját fürdőruha-kollekciót indított. Az elmúlt években Cano a közösségi média segítségével jelentős népszerűségre tett szert.
A közösségi médiában való népszerűsége miatt egyes spanyolajkú médiumok Canót "A mexikói Kim Kardashian" becenévvel illették.
Instagram profiljának több mint 13 millió követője van. Két gyermeke született.

## Halála
Cano 2020. december 7-én halt meg. A modell Lira Mercer jelentette be a halálhírét, azt állítva, hogy Cano egy plasztikai műtét során halt meg. Temetését a Grimes-Akes Family Funeral Homes-ban tartották a kaliforniai Coronában.